# Sport Club Fortuna Köln 1999-2000
Questa voce raccoglie le informazioni riguardanti lo Sport Club Fortuna Köln nelle competizioni ufficiali della stagione 1999-2000.

## Stagione
Nella stagione 1999-2000 il Fortuna Colonia, allenato da Toni Schumacher, Ralf Minge, Hans Krankl e Slavko Kovačić, concluse il campionato di 2. Bundesliga al 16º posto e fu retrocesso in Regionalliga. In Coppa di Germania il Fortuna Colonia fu eliminato al secondo turno dal Werder Brema II.

## Rosa
| N. |                                 | Ruolo | Calciatore                |
| -- | ------------------------------- | ----- | ------------------------- |
| 1  | Ungheria (bandiera)             | P     | Attila Hajdú              |
| 2  | Ungheria (bandiera)             | D     | Attila Dragóner           |
| 3  | Germania (bandiera)             | C     | Marco Zernicke            |
| 9  | Iran (bandiera)                 | A     | Seyed Ali Mousavi         |
| 10 | Iran (bandiera)                 | C     | Mehdi Pashazadeh          |
| 13 | RD del Congo (bandiera)         | A     | Macchambes Younga-Mouhani |
| 18 | Germania (bandiera)             | C     | Sven Lintjens             |
| 20 | Bosnia ed Erzegovina (bandiera) | C     | Ivica Grlić               |
| 22 | Austria (bandiera)              | A     | Alexander Lex             |
| 25 | Polonia (bandiera)              | P     | Tomasz Bobel              |
| 24 | Germania (bandiera)             | P     | Tim Wiese                 |
| 27 | Germania (bandiera)             | D     | Sascha Jagusch            |
| 28 | Ucraina (bandiera)              | D     | Vyacheslav Lepyavko       |
| 31 | Ghana (bandiera)                | D     | Hans Sarpei               |
| 17 | Germania (bandiera)             | D     | Hans-Jörg Schneider       |

| N. |                                 | Ruolo | Calciatore         |
| -- | ------------------------------- | ----- | ------------------ |
| 21 | Germania (bandiera)             | D     | Markus Schuler     |
| 4  | Germania (bandiera)             | D     | Marc Spanier       |
| 5  | Armenia (bandiera)              | D     | Harutyun Vardanyan |
| 26 | Bosnia ed Erzegovina (bandiera) | C     | Hajrudin Catic     |
| 16 | Germania (bandiera)             | C     | Adam Cichon        |
| 11 | Germania (bandiera)             | C     | Daniel Graf        |
| 12 | Nigeria (bandiera)              | C     | Dennis Ibrahim     |
| 29 | Germania (bandiera)             | C     | Andreas Kokoschka  |
| 6  | Polonia (bandiera)              | C     | Adam Ledwoń        |
| 15 | Germania (bandiera)             | C     | Torsten Sümnich    |
| 23 | Slovenia (bandiera)             | C     | Rajko Tavčar       |
| 7  | Argentina (bandiera)            | C     | Leandro Temporini  |
| 14 | Germania (bandiera)             | C     | Peter Wynhoff      |
| 8  | Germania (bandiera)             | A     | Toralf Konetzke    |

## Organigramma societario
Area tecnica
- Allenatore:
- Allenatore in seconda:
- Preparatore dei portieri:
- Preparatori atletici:

## Calciomercato

### Sessione estiva
| Acquisti | Acquisti          | Acquisti                    | Acquisti |
| R.       | Nome              | da                          | Modalità |
| -------- | ----------------- | --------------------------- | -------- |
| C        | Daniel Graf       | Kaiserslautern              |          |
| C        | Dennis Ibrahim    | Alemannia Aquisgrana        |          |
| C        | Adam Ledwoń       | Bayer Leverkusen            |          |
| A        | Alexander Lex     | Austria Vienna              |          |
| A        | Seyed Ali Mousavi | Esteghlal                   |          |
| C        | Mehdi Pashazadeh  | Bayer Leverkusen            |          |
| C        | Rajko Tavčar      | Wehen Wiesbaden             |          |
| P        | Tim Wiese         | Bayer Leverkusen (juniores) |          |
| C        | Peter Wynhoff     | Borussia M'gladbach         |          |

| Cessioni | Cessioni          | Cessioni             | Cessioni |
| R.       | Nome              | a                    | Modalità |
| -------- | ----------------- | -------------------- | -------- |
| A        | Festus Agu        | Gütersloh            |          |
| A        | Thomas Brdarić    | Bayer Leverkusen     |          |
| P        | Maurice Gillen    | Bayer Leverkusen II  |          |
| A        | Jovan Kirovski    | Borussia Dortmund II |          |
| D        | Markus Kranz      | Emmen                |          |
| D        | Nico Niedziella   | Rot-Weiss Essen      |          |
| C        | Olaf Renn         | Energie Cottbus      |          |
| C        | Rainer Schütterle | Karlsruhe            |          |
| D        | Oliver Westerbeek | Uerdingen 05         |          |

### Sessione invernale
| Acquisti | Acquisti | Acquisti | Acquisti |
| R.       | Nome     | da       | Modalità |
| -------- | -------- | -------- | -------- |

| Cessioni | Cessioni | Cessioni | Cessioni |
| R.       | Nome     | a        | Modalità |
| -------- | -------- | -------- | -------- |

## Risultati

### 2. Bundesliga

#### Girone di andata
| Arbitro: | Zerr |

|                         |           |  |
| Latoundji 61’ Labak 84’ | Marcatori |  |

| Arbitro: | Anklam |

|                       |           |              |
| Grlić 45’ Mousavi 90’ | Marcatori | 9’ Policella |

| Arbitro: | Gagelmann |

|                        |           |             |
| Leitl 14’ Beliakov 54’ | Marcatori | 74’ Mousavi |

| Arbitro: | Hufgard |

|             |           |  |
| Mousavi 29’ | Marcatori |  |

| Arbitro: | Sippel |

|                                       |           |         |
| Kreuz 29’, 43’ (rig.) Milovanovic 67’ | Marcatori | 75’ Lex |

| Arbitro: | Weber |

|                  |           |                       |
| Mousavi 31’, 72’ | Marcatori | 43’, 66’, 69’ Meißner |

| Arbitro: | Schößling |

|             |           |             |
| Schmidt 82’ | Marcatori | 65’ Spanier |

| Arbitro: | Kammerer |

|                    |           |  |
| Graf 55’ Grlić 90’ | Marcatori |  |

| Arbitro: | Werthmann |

|                             |           |  |
| Lottner 15’, 58’ Cichon 45’ | Marcatori |  |

| Colonia 31 ottobre 1999, ore 15:00 CEST 10ª giornata | Fortuna Colonia | 0 – 0 referto | RW Oberhausen | Südstadion (2 000 spett.)\| Arbitro: \| Meyer \| |
| Arbitro:                                             | Meyer           |               |               |                                                  |

| Fürth 7 novembre 1999, ore 15:00 CET 11ª giornata | Greuther Fürth | 0 – 0 referto | Fortuna Colonia | Playmobil-Stadion (5 500 spett.)\| Arbitro: \| Haupt \| |
| Arbitro:                                          | Haupt          |               |                 |                                                         |

| Arbitro: | Milic |

|             |           |             |
| Konetzke 3’ | Marcatori | 64’ Malchow |

| Arbitro: | Lange |

|                                     |           |  |
| Weber 51’, 73’ Vardanyan 87’ (aut.) | Marcatori |  |

| Colonia 5 dicembre 1999, ore 15:00 CET 14ª giornata | Fortuna Colonia | 0 – 0 referto | TeBe Berlino | Südstadion (800 spett.)\| Arbitro: \| Weiner \| |
| Arbitro:                                            | Weiner          |               |              |                                                 |

| Mönchengladbach 12 dicembre 1999, ore 15:00 CET 15ª giornata | Borussia M'gladbach | 0 – 0 referto | Fortuna Colonia | Borussia-Park (14 500 spett.)\| Arbitro: \| Trautmann \| |
| Arbitro:                                                     | Trautmann           |               |                 |                                                          |

| Arbitro: | Margenberg |

|                  |           |                                                      |
| Grlić 78’ (rig.) | Marcatori | 16’ Klausz 28’ Protzel 62’ Licht 73’ Vincze 90’ Rehm |

| Arbitro: | Kinhöfer |

|                                                  |           |                           |
| Konetzke 9’ (aut.) Dama 43’ (rig.) Binz 74’, 90’ | Marcatori | 4’ Konetzke 31’, 71’ Graf |

#### Girone di ritorno
| Arbitro: | Kammerer |

|                      |           |  |
| Mousavi 20’ Graf 90’ | Marcatori |  |

| Magonza 20 febbraio 2000, ore 15:00 CET 19ª giornata | Magonza | 0 – 0 referto | Fortuna Colonia | Stadion am Bruchweg (5 133 spett.)\| Arbitro: \| Kreyer \| |
| Arbitro:                                             | Kreyer  |               |                 |                                                            |

| Arbitro: | Lange |

|              |           |                   |
| Zernicke 32’ | Marcatori | 22’ (aut.) Tavčar |

| Arbitro: | Weber |

|                         |           |              |
| Dittgen 53’ Ullmann 68’ | Marcatori | 27’ Dragóner |

| Arbitro: | Steinborn |

|           |           |             |
| Catic 47’ | Marcatori | 43’ Bounoua |

| Arbitro: | Scheppe |

|                      |           |              |
| Silva 44’ Amadou 78’ | Marcatori | 47’ Konetzke |

| Colonia 26 marzo 2000, ore 15:00 CET 24ª giornata | Fortuna Colonia | 0 – 0 referto | Alemannia Aquisgrana | Südstadion (10 000 spett.)\| Arbitro: \| Haupt \| |
| Arbitro:                                          | Haupt           |               |                      |                                                   |

| Amburgo 2 aprile 2000, ore 15:00 CEST 25ª giornata | St. Pauli | 0 – 0 referto | Fortuna Colonia | Millerntor-Stadion (13 583 spett.)\| Arbitro: \| Wezel \| |
| Arbitro:                                           | Wezel     |               |                 |                                                           |

| Arbitro: | Kemmling |

|                                             |           |          |
| Younga-Mouhani 6’, 38’ Schuler 60’ Graf 90’ | Marcatori | 55’ Timm |

| Arbitro: | Hilmes |

|                                |           |  |
| Vier 3’, 52’, 72’ Backhaus 22’ | Marcatori |  |

| Arbitro: | Schütz |

|  |           |               |
|  | Marcatori | 86’ Škarabela |

| Arbitro: | Kinhöfer |

|                       |           |                    |
| Marić 50’, 90’ (rig.) | Marcatori | 31’ Younga-Mouhani |

| Arbitro: | Schößling |

|                       |           |                                   |
| Ibrahim 70’ Catic 85’ | Marcatori | 34’ Weber 53’ Baştürk 65’ Peschel |

| Arbitro: | Haupt |

|           |           |                  |
| Ćirić 59’ | Marcatori | 25’, 70’ Ibrahim |

| Arbitro: | Blumenstein |

|                    |           |                          |
| Younga-Mouhani 61’ | Marcatori | 32’ Nielsen 82’ Klinkert |

| Arbitro: | Schmidt |

|            |           |                                         |
| Klausz 64’ | Marcatori | 42’ (aut.) Sebők 57’ Zernicke 72’ Catic |

| Arbitro: | Keßler |

|                                                |           |               |
| Zernicke 20’ Ibrahim 52’ Catic 62’ Schuler 87’ | Marcatori | 68’ Gaißmayer |

### Coppa di Germania
| Arbitro: | Blumenstein |

|                                  |           |              |
| Wojcik 4’ Harttgen 29’ Zimin 70’ | Marcatori | 71’ Zernicke |

## Statistiche

### Statistiche di squadra
| Competizione      | Punti | In casa | In casa | In casa | In casa | In casa | In casa | In trasferta | In trasferta | In trasferta | In trasferta | In trasferta | In trasferta | Totale | Totale | Totale | Totale | Totale | Totale | DR  |
| Competizione      | Punti | G       | V       | N       | P       | Gf      | Gs      | G            | V            | N            | P            | Gf           | Gs           | G      | V      | N      | P      | Gf     | Gs     | DR  |
| ----------------- | ----- | ------- | ------- | ------- | ------- | ------- | ------- | ------------ | ------------ | ------------ | ------------ | ------------ | ------------ | ------ | ------ | ------ | ------ | ------ | ------ | --- |
| 2. Bundesliga     | 35    | 17      | 6       | 6       | 5       | 24      | 20      | 17           | 2            | 5            | 10           | 14           | 30           | 34     | 8      | 11     | 15     | 38     | 50     | -12 |
| Coppa di Germania | -     | 0       | 0       | 0       | 0       | 0       | 0       | 1            | 0            | 0            | 1            | 1            | 3            | 1      | 0      | 0      | 1      | 1      | 3      | -2  |
| Totale            | 35    | 17      | 6       | 6       | 5       | 24      | 20      | 18           | 2            | 5            | 11           | 15           | 33           | 35     | 8      | 11     | 16     | 39     | 53     | -14 |

### Andamento in campionato
| Giornata  | 1  | 2 | 3  | 4  | 5  | 6  | 7  | 8  | 9  | 10 | 11 | 12 | 13 | 14 | 15 | 16 | 17 | 18 | 19 | 20 | 21 | 22 | 23 | 24 | 25 | 26 | 27 | 28 | 29 | 30 | 31 | 32 | 33 | 34 |
| --------- | -- | - | -- | -- | -- | -- | -- | -- | -- | -- | -- | -- | -- | -- | -- | -- | -- | -- | -- | -- | -- | -- | -- | -- | -- | -- | -- | -- | -- | -- | -- | -- | -- | -- |
| Luogo     | T  | C | T  | C  | T  | C  | T  | C  | T  | C  | T  | C  | T  | C  | T  | C  | T  | C  | T  | C  | T  | C  | T  | C  | T  | C  | T  | C  | T  | C  | T  | C  | T  | C  |
| Risultato | P  | V | P  | V  | P  | P  | N  | V  | P  | N  | N  | N  | P  | N  | N  | P  | P  | V  | N  | N  | P  | N  | P  | N  | N  | V  | P  | P  | P  | P  | V  | P  | V  | V  |
| Posizione | 15 | 8 | 12 | 10 | 11 | 14 | 14 | 11 | 12 | 13 | 13 | 13 | 16 | 16 | 16 | 16 | 16 | 16 | 16 | 17 | 17 | 16 | 16 | 16 | 17 | 16 | 17 | 17 | 17 | 17 | 17 | 17 | 17 | 16 |

Legenda:

Luogo: C = Casa; T = Trasferta. Risultato: V = Vittoria; N = Pareggio; P = Sconfitta.

### Statistiche dei giocatori
| Giocatore         | 2. Bundesliga | 2. Bundesliga | 2. Bundesliga | 2. Bundesliga | Coppa di Germania | Coppa di Germania | Coppa di Germania | Coppa di Germania | Totale   | Totale | Totale      | Totale     |
| Giocatore         | Presenze      | Reti          | Ammonizioni   | Espulsioni    | Presenze          | Reti              | Ammonizioni       | Espulsioni        | Presenze | Reti   | Ammonizioni | Espulsioni |
| ----------------- | ------------- | ------------- | ------------- | ------------- | ----------------- | ----------------- | ----------------- | ----------------- | -------- | ------ | ----------- | ---------- |
| T. Bobel          | 31            | 0             | 3             | 0             | 1                 | 0                 | 0                 | 0                 | 32       | 0      | 3           | 0          |
| H. Catic          | 24            | 4             | 3             | 0             | 1                 | 0                 | 0                 | 0                 | 25       | 4      | 3           | 0          |
| A. Cichon         | 19            | 0             | 2             | 0             | 0                 | 0                 | 0                 | 0                 | 19       | 0      | 2           | 0          |
| A. Dragóner       | 20            | 1             | 10            | 0             | 0                 | 0                 | 0                 | 0                 | 20       | 1      | 10          | 0          |
| D. Graf           | 24            | 5             | 3             | 0             | 1                 | 0                 | 0                 | 0                 | 25       | 5      | 3           | 0          |
| I. Grlić          | 24            | 3             | 7             | 0             | 1                 | 0                 | 0                 | 0                 | 25       | 3      | 7           | 0          |
| A. Hajdú          | 4             | 0             | 0             | 0             | 0                 | 0                 | 0                 | 0                 | 4        | 0      | 0           | 0          |
| D. Ibrahim        | 11            | 4             | 0             | 0             | 0                 | 0                 | 0                 | 0                 | 11       | 4      | 0           | 0          |
| S. Jagusch        | 4             | 0             | 1             | 0             | 0                 | 0                 | 0                 | 0                 | 4        | 0      | 1           | 0          |
| A. Kokoschka      | 1             | 0             | 0             | 0             | 0                 | 0                 | 0                 | 0                 | 1        | 0      | 0           | 0          |
| T. Konetzke       | 16            | 3             | 1             | 0             | 1                 | 0                 | 0                 | 0                 | 17       | 3      | 1           | 0          |
| A. Ledwoń         | 28            | 0             | 11            | 2             | 1                 | 0                 | 1                 | 0                 | 29       | 0      | 12          | 2          |
| V. Lepyavko       | 0             | 0             | 0             | 0             | 0                 | 0                 | 0                 | 0                 | 0        | 0      | 0           | 0          |
| A. Lex            | 16            | 1             | 1             | 0             | 0                 | 0                 | 0                 | 0                 | 16       | 1      | 1           | 0          |
| S. Lintjens       | 11            | 0             | 3             | 0             | 1                 | 0                 | 1                 | 0                 | 12       | 0      | 4           | 0          |
| S. Mousavi        | 24            | 6             | 3             | 1             | 1                 | 0                 | 0                 | 0                 | 25       | 6      | 3           | 1          |
| M. Pashazadeh     | 3             | 0             | 1             | 0             | 0                 | 0                 | 0                 | 0                 | 3        | 0      | 1           | 0          |
| H. Sarpei         | 32            | 0             | 4             | 1             | 1                 | 0                 | 1                 | 0                 | 33       | 0      | 5           | 1          |
| H. Schneider      | 20            | 0             | 4             | 1             | 0                 | 0                 | 0                 | 0                 | 20       | 0      | 4           | 1          |
| M. Schuler        | 20            | 2             | 2             | 0             | 0                 | 0                 | 0                 | 0                 | 20       | 2      | 2           | 0          |
| M. Spanier        | 21            | 1             | 9             | 3             | 1                 | 0                 | 0                 | 0                 | 22       | 1      | 9           | 3          |
| T. Sümnich        | 5             | 0             | 0             | 0             | 0                 | 0                 | 0                 | 0                 | 5        | 0      | 0           | 0          |
| R. Tavčar         | 28            | 0             | 7             | 0             | 0                 | 0                 | 0                 | 0                 | 28       | 0      | 7           | 0          |
| L. Temporini      | 1             | 0             | 0             | 1             | 0                 | 0                 | 0                 | 0                 | 1        | 0      | 0           | 1          |
| H. Vardanyan      | 18            | 0             | 6             | 1             | 1                 | 0                 | 0                 | 0                 | 19       | 0      | 6           | 1          |
| T. Wiese          | 0             | 0             | 0             | 0             | 0                 | 0                 | 0                 | 0                 | 0        | 0      | 0           | 0          |
| P. Wynhoff        | 17            | 0             | 4             | 0             | 0                 | 0                 | 0                 | 0                 | 17       | 0      | 4           | 0          |
| M. Younga-Mouhani | 25            | 4             | 6             | 0             | 1                 | 0                 | 0                 | 0                 | 26       | 4      | 6           | 0          |
| M. Zernicke       | 21            | 3             | 11            | 0             | 1                 | 1                 | 0                 | 0                 | 22       | 4      | 11          | 0          |